# Уэйтекуиутль

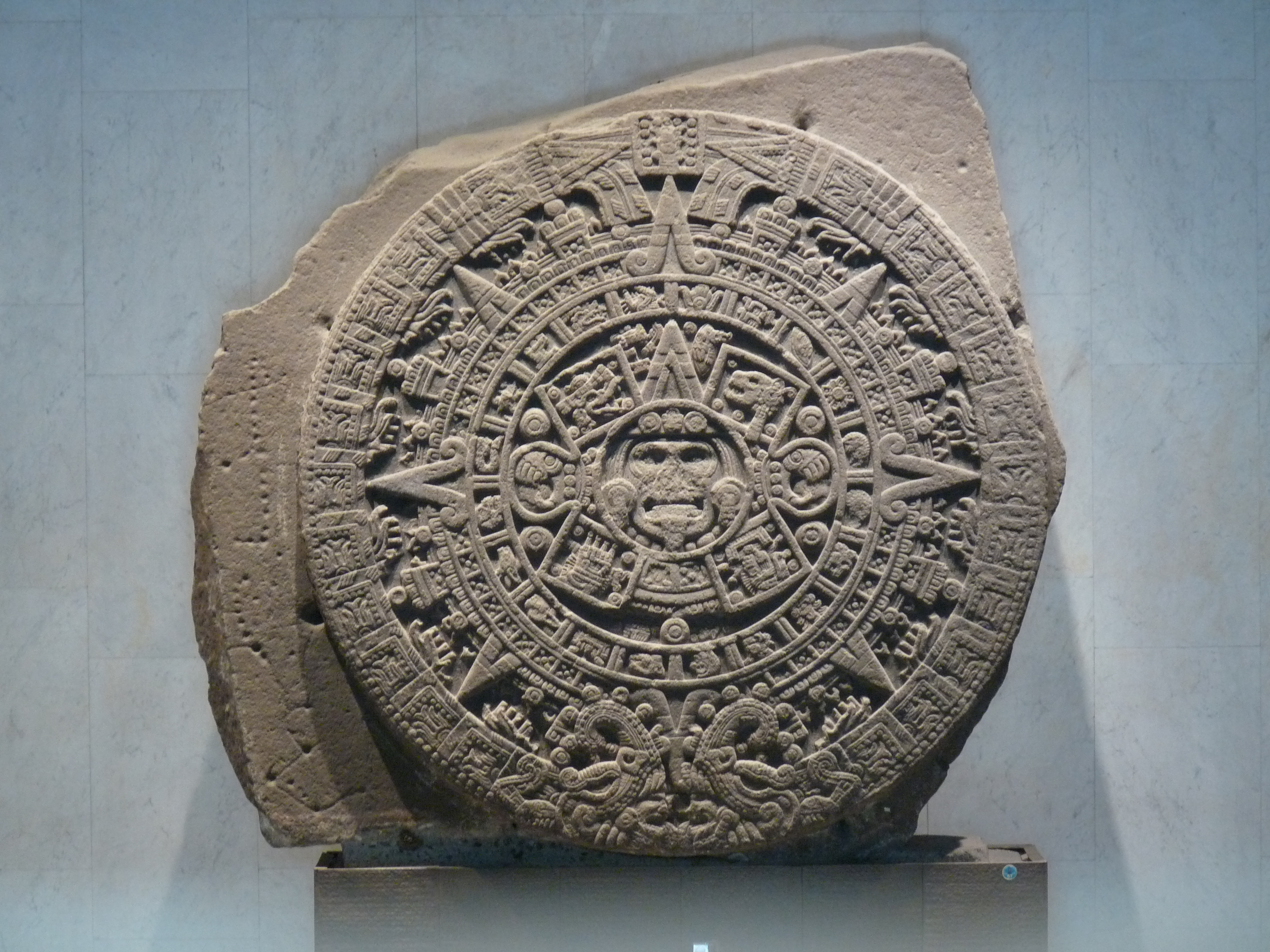
Монолит Камня Солнца, также называемый Календарём ацтеков (Национальный музей антропологии и истории, Мехико)

Уэйтекуиутль (аст. Hueyitecuilhuitl, в переводе: «Большой пир господ») — восьмой двадцатидневный месяц («вейнтена») ацтекского календаря шиупоуалли, длившийся примерно с 3 по 22 июля. Также название праздника, посвящённого божествам Шилонен и Сиуакоатль, каждый год проводившегося в этом месяце.

## Календарь
Календарь ацтеков состоял из двух циклов: шиупоуалли (аст. xiuhpohualli, что значит «счёт лет», соответствует хаабу у майя) и ритуального 260-дневного тональпоуалли (аст. tonalpohualli, что значит «счёт дней» или «счёт судеб», соответствует цолькину у майя). Шиупоуалли и тональпоуалли совпадали каждые 52 года, образуя так называемый «век», называвшийся «Новым Огнём». Ацтеки верили, что в конце каждого такого 52-летнего цикла миру угрожает опасность быть уничтоженным, поэтому начало нового ознаменовывалось особыми торжествами. Сто «веков», в свою очередь, составляли 5200-летнюю эру, называвшуюся «Солнцем».
365-дневный шиупоуалли состоял из 18 двадцатидневных «месяцев» (или veintenas) плюс дополнительные 5 дней в конце года. В некоторых описаниях календаря ацтеков говорится, что он также включал високосный год, который позволял календарному циклу оставаться в соответствии с одними и теми же аграрными циклами из года в год. Но в других описаниях говорится, что високосный год был неизвестен ацтекам, и что соотношение месяцев и астрономического года со временем менялось.

## Праздник
Сиуакоатль воплощала собой голод богов, жаждущих жертв и тем самым поощряющих людей вести войны. В символическом смысле она, как богиня плодородия, должна была питаться мёртвыми, чтобы дать пропитание живым. Ей было посвящено больше всего праздников в ритуальном году; в Теночтитлане ей каждый день приносили человеческие жертвы. Шилонен была богиней кукурузы (двойником бога маиса Синтеотль), изобилия, домашнего очага, покровительницей бедняков. Уэйтекуиутль был месяцем перед сбором урожая, когда еда подходила к концу, и от богатого урожая зависело, будет ли у людей достаточно еды в наступающем году. Однако вместо того, чтобы запасать пищу на случай неурожая, ацтеки считали, что правильный способ угодить божествам плодородия и показать им признательность — щедро накормить их. Ацтеки приносили в жертву богам излишки, накопленные за весь прошлый год, чтобы умилостивить их и собрать хороший урожай маиса в следующем месяце. Название месяца переводится как «Большой пир господ» (по аналогии с предыдущим Текуилуитонтли, «Маленьким пиром господ»). Как и в Текуилуитонтли знать города была обязана в течение восьми дней устраивать пиры для простых людей и раздавать им подарки. Правитель города танцевал на улицах вместе с бедняками, щедро одаривая их. В течение Уэйтекуиутля Шилонен приносили в жертву женщину-ишиптлатли, персонификацию божества.